# Патерно (Терамо)
Патерно (итал. Paterno) је насеље у Италији у округу Терамо, региону Абруцо.
Према процени из 2011. у насељу је живело 149 становника. Насеље се налази на надморској висини од 307 м.